# NHK新潟放送局
NHK新潟放送局（エヌエイチケイにいがたほうそうきょく）は、新潟県を放送対象地域とする日本放送協会（NHK）の地域放送局。テレビとラジオで県域放送を行っている。

## 概要
1931年11月11日、新潟市北部の中央区旭町通地内に開局。
1946年9月、地方局として初めてラジオ第2放送を開始。1950年3月には、AMラジオ送信所を西蒲原郡赤塚村中権寺（現新潟市西区）に移転した。その後、旭町の初代局舎が老朽化し、またテレビ放送の開始に伴い施設の拡充が必要となったことから、1961年、新潟駅に程近い中央区弁天町に局舎を移転、局舎は「NHK新潟放送会館」と命名された。しかし1964年6月16日に発生した新潟地震の際、周辺で起こった液状化現象の影響で放送会館が傾くなど被害を受けた。
NHK新潟放送局は、その後も弁天町で放送・業務を続けたが、先の新潟地震での被災が影響して老朽化した上、機材拡充などで局舎が狭隘化したため、放送会館は1983年に白山駅に近い中央区川岸町に移転した。

## 沿革

### 旭町時代
- 1931年（昭和6年）
  - 10月23日 新潟放送局に本免許交付（呼出符号：JOQK 周波数：625kc 出力:500W）。
  - 10月25日 ラジオ第1放送の試験放送開始（呼出符号JOQK、新潟市中央区旭町通二番町字浜浦）[2]。
  - 11月11日 社団法人日本放送協会新潟放送局開局、ラジオ第1放送の本放送開始（全国で13番目）[3]。
- 1932年（昭和7年）
  - 3月7日 ラジオ第1放送の周波数を800kcに変更[4]。
  - 6月7日 ラジオ第1放送の周波数を920kcに再度変更[5]。
  - 11月11日 新潟放送局開局1周年を記念し、「公衆用聴取施設」として新潟市中央区の白山公園内・蓮池に「ラヂオ塔」を建設。
- 1933年（昭和8年）6月18日 新潟放送局のローカル放送初の、野球試合中継実施（「新潟中学校」対「新潟商業」）。
- 1945年（昭和20年）
  - 1月1日 中央放送局（新潟中央放送局）に昇格。
    - しかし、4か月後（5月1日）には再び一般局に降格となり、終戦。
- 1946年（昭和21年）9月1日 ラジオ第2放送開始（呼出符号JOQK、中央放送局以外のラジオ第2放送開設は初めて）[6]。
- 1948年（昭和23年）
  - 2月22日 第1回のど自慢素人音楽会全国コンクール 新潟県代表コンクール開催[7]。
  - 5月13日 ラジオ第2放送にて、新潟市営白山野球場からプロ野球公式戦「中日ドラゴンズ 対 大阪タイガース」5回戦を実況生中継。
  - 9月1日 全国でラジオ第2放送に独自の呼出符号が設定されることとなり、新潟放送局はJOQC[注 1]に変更。
    - JOQKに対応するJOQBが船舶局によって使用されていたため、船舶局の呼出符号が変更されるのを待って、1949年（昭和24年）1月1日、現在のJOQBに変更された[8][9]。
- 1950年（昭和25年）
  - 3月25日 赤塚放送所完成（現在のラジオ第1・第2放送の送信所である）[10]。
  - 6月1日 放送法施行に伴い社団法人日本放送協会が解散。同時に特殊法人としての日本放送協会が設立され、一切の権利義務を継承[11]。
- 1957年（昭和32年）5月25日 中越地方の取材を担当する長岡通信部（現 長岡支局）開設[12]。
- 1958年（昭和33年）
  - 12月1日 新潟でのアナログ・テレビ放送（のちのアナログ総合テレビ）開始。全国で21番目[13]。
    - 送信所は弥彦山、コールサイン：JOQK-TV、映像出力5kW、音声出力1.25kWは今と同じであるが、当時はVHF2chで放送していた。

### 弁天町時代
- 1961年（昭和36年）
  - 7月7日 上越地方の取材を担当する高田通信部（現 上越支局）開設[14]。
  - 8月20日 NHK新潟放送会館が中央区弁天町に移る[注 2][15]。
- 1962年（昭和37年）
  - 4月1日 弥彦山送信所からのアナログ総合テレビのチャンネルを、VHF8chに変更する[14]。
    - VHF2chは、隣県の長野局美ヶ原送信所なども使用していたことに加え、電離層（スポラディックE層）による季節的な電波障害の影響を受けやすかったこともチャンネル変更の理由。

  - 9月1日 新発田通信部開設[14]。
  - 11月1日 新潟でのアナログ教育テレビ放送開始。呼出符号JOQB-TV、VHF12ch、映像出力5kW、音声出力1.25kW[16]。
- 1963年（昭和38年）
  - 1月 「三八豪雪」が起こり、三条市に臨時の取材基地を設ける[17]。
  - 12月16日 総合テレビのカラー放送開始[18][19]。（当時の電電公社のテレビネット回線の東回りループのカラー化に伴うもの[注 3]。東京オリンピックに間に合わせるためでもあった。）
- 1964年（昭和39年）
  - 4月1日 教育テレビのカラー放送開始[20][19]。
  - 6月16日 新潟地震発生。テレビ・ラジオを通じて全国に向け被害状況を報道[21]。
    - その際、移転後約3年を経過した新潟放送局の局舎も傾き、最初の移転から約20年後に再移転する遠因ともなった。

  - 7月1日 ラジオFM放送の実用化試験放送・ステレオ放送実験開始[22][23]。
    - 送信所はテレビと同じ弥彦山、呼出符号JOQK-FMX、周波数82.3MHz、出力1kW。当初ステレオ放送は、東京から(長野局の美ヶ原送信所の電波を経由して)放送波中継された全国放送のみであった[22]。
- 1965年（昭和40年）
  - 3月 新潟局で初めて、放送用の2インチVTR(NEC製。当時はモノクロ仕様)が配備される[24]。
  - 7月10日 佐渡の取材を担当する両津通信部（現 佐渡支局）開設[24]。
- 1968年（昭和43年）11月15日 新潟局の主調整設備(マスター)(ピンボード、番組伝送システム)の自動化が完了、運用開始[25]。
- 1969年（昭和44年）3月1日 ラジオFM本放送開始(全国170局同時開局組のひとつ)[25]。これにより、FMの呼出符号がJOQK-FMとなる。
- 1970年（昭和45年）
  - 9月 新潟局のテレビ主調整設備(マスター)の新潟ローカル送出、フィルム送像設備がカラー化。又、フィルム現像設備もカラー対応になる[26]。
  - 10月26日 ローカル放送のニュース番組がカラー放送になる。これに伴い、カラーフィルムによる報道取材も開始する[27]。
- 1971年（昭和46年）8月 新潟放送局が所有する放送用の2インチVTRのカラー化が完成、稼働開始[27]。
- 1972年（昭和47年）
  - 1月19日 テレビ・スタジオのカラー化が完成する[28]。
  - 2月22日 既にカラー化されているニュース以外のローカル番組のカラー放送が開始される[28]。
  - 11月6日 テレビのカラー放送用中継車が導入される[28]。これで、ローカル番組が事実上、全面カラー化される。
- 1975年（昭和50年）4月 ラジオ第1のローカル番組内で「朝の随想」が始まる。
- 1976年（昭和51年）12月25日 FM放送のローカル送出によるステレオ化工事が完了したのを受け、この日の「FMリクエストアワー」から、同ローカル番組のステレオ放送を開始[29]。
- 1978年（昭和53年）
  - 11月23日 JST午前9時（UTC午前0時）、国際電気通信連合による中波ラジオ放送全世界一斉周波数変更の取り決めに従い、ラジオ第1・第2放送の周波数が10kHz間隔から9kHz間隔に一斉変更された。
    - 当時はまだ24時間放送を行っていなかったため、放送開始からJST午前9時までは試験放送扱いとなった。
    - 赤塚送信所については、ラジオ第1：840kHz→837kHz、ラジオ第2：1590kHz→1593kHzに変更された[30]。
- 1981年（昭和56年）3月16日 FM放送の全国放送用としてPCMデジタルステレオ回線が導入。これにより、同開局時から全国放送でのステレオ放送にて行っていた放送波中継が廃止され、同ステレオ放送の音質が改善される[注 4][31]。

### 川岸町時代
- 1983年（昭和58年）
  - 2月17日 NHK新潟放送会館が、現在の中央区川岸町に移転した[1]。これに伴い、放送機器の大半が一新され、マスターもNHK用に作られたテレビ、ラジオ、FM全波一貫型のNEC製に変更された[注 5]。
  - 6月10日 総合テレビの音声多重放送の本放送を開始。[注 6][32][33]
  - 7月 高校野球新潟県大会の放送にて、同放送局初の、ローカル番組でのテレビステレオ放送を総合テレビで行う。
- 1988年（昭和63年）2月24日 赤塚ラジオ送信所、新局舎で運用開始。
- 1990年（平成2年）
  - この頃、新潟ローカルでの送出VTRが、2インチVTRから、松下電器産業（現パナソニック）製のMIIフォーマットVTRに替わる。
  - 3月8日 ソビエト・ハバロフスク地方テレビラジオ委員会と放送協力協定を締結。ソビエト崩壊後同委員会は「国家テレビラジオ会社極東」となる。
- 1991年（平成3年）
  - 3月21日 教育テレビが音声多重化される（全国一斉実施）。
  - 4月15日 中国ハルビン市広播電視局と放送協力協定を締結。
  - 4月18日 ソビエト沿海州地方テレビラジオ委員会と放送協力協定を締結。ソビエト崩壊後同委員会は「太平洋テレビラジオ放送会社ウラジオストク」となる。
  - 8月9日 ソビエト チタ州地方テレビラジオ委員会と放送協力協定を締結。
- 1992年（平成4年） 赤塚ラジオ送信所の鉄塔立替工事を行い、同年12月より運用を開始する。
- 1995年（平成7年）
  - 2月24日 中国延辺電視台と放送協力協定を締結。
    - 翌25日には中国長春電視台とも放送協力協定を締結。
- 1999年（平成11年）
  - 5月26日 新潟市と友好姉妹都市である中国ハルビン市から「ハルビン発ふれっしゅ便」を日中共同制作で生放送する。
  - 10月8日 新潟放送局ホームページ開設。
- 2001年（平成13年）11月11日 開局70周年記念番組「豊穣の国にいがた」を総合テレビで6時間放送する。
- 2003年（平成15年）
  - 8月10日 BS 2で『おーい、ニッポン 今日はとことん新潟県』放送。県内各地から9時間の生放送を行う。
  - 11月23日 Jリーグ2部（J2）所属（当時）のアルビレックス新潟、最終戦で1部（J1）昇格決定。その模様を新潟市のビッグスワンから、総合テレビのローカル番組で生中継し、J1昇格決定直後のインタビューまで、次の放送予定の大相撲中継を繰り下げ、時間を延長して放送した。
    - その後、アルビレックスのJ1昇格特番を多く放送し、大反響を呼んだ。

  - 12月1日 東名阪で「地上デジタル放送」の開始に伴い、NHKの放送中継回線が全てデジタル化される。これにより、総合・教育テレビにて大幅に画質・音質が向上した[注 7]。
- 2004年（平成16年）
  - 5月16日 ローカル番組のラジオ第1放送「朝の随想」の、30周年記念のつどいが開催される。
  - 10月23日 17時56分、新潟県中越地震発生。連日、地震関連のニュースを地元からハイビジョンで全国に放送した。
- 2005年（平成17年）
  - 6月10日 地上デジタルテレビ放送の予備免許を取得(新潟の民放テレビ4局も同時に取得)。[注 8]
  - 10月15日 地上波総合・教育テレビの、デジタル放送の試験電波を弥彦山送信所から送信する。
  - 11月21日 地上波総合・教育テレビでのデジタル試験放送を、弥彦山送信所から出力3kWで始める。送出VTRにはパナソニック製のハイビジョンD5デジタルVTRを使用する。
- 2006年（平成18年）
  - 1月30日 AM放送・FM放送共に、マスターは地上デジタルテレビと同様、全波一貫型のNEC製のデジタル・マスターに移行。
  - 2月3日 午前11時、地上波総合・教育デジタルテレビのサイマル試験放送を開始。これに伴い、ローカルニュース番組を初めとする、一部のローカル番組のハイビジョン放送も開始。
    - ワンセグ試験放送も同時開始であったが、データ試験放送は、先行して同日の午前0時に開始した。

  - 3月27日 地上デジタルテレビ放送の本免許を取得。[34]
  - 4月1日 地上デジタルテレビ本放送、ワンセグ放送開始。デジタル放送開始記念番組として、総合テレビでBSN・NSTとのハイビジョン共同制作番組「はっしん!デジタル2006」を放送する[注 9]。
    - ワンセグは暫定措置として、関東地方と同じ番組を放送していた。

  - 4月2日 ローカル番組で、新潟ビッグスワンからサッカーJ1「アルビレックス新潟VSサンフレッチェ広島」の模様をハイビジョンで生中継する。
- 2007年（平成19年）
  - 3月18日 ワンセグ放送が新潟放送局からの送出に変更となる。
  - 10月12日 デジタル総合テレビで長野オリンピックスタジアムから、北信越BCリーグ「信濃グランセローズ 対 新潟アルビレックスBC」の実況生放送を、試合開始の18時から試合終了まで、長野放送局と同時放送。
    - 新潟放送局独自の放送内容としては、デジタル総合テレビ初のマルチ編成放送[注 10]を用い、ニュースの時間帯はサブチャンネルで放送した。19:30 - 20:45は、通常の1番組編成によるハイビジョン放送だった。尚、前者のマルチ編成放送は、後の新潟デジタル総合テレビに於いての独自のマルチ編成放送の始まりとなった。
- 2008年（平成20年）
  - 3月31日 デジタル総合テレビのワンセグ放送において、ローカル番組独自のデータ放送を開始。内容は、県内のニュース、気象情報など。
  - 7月1日 同月13日迄、弥彦山テレビ送信所の地上デジタル放送送信アンテナの改良工事を行う[注 11]。
  - 7月22日・23日 デジタル総合テレビにおける高校野球新潟県大会の準決勝・決勝の放送がハイビジョン化される。
- 2009年（平成21年）
  - 1月4日 新潟県内の地元有志が長期にわたって大河ドラマ化を要請していた[注 12]、新潟県ゆかりの武将、直江兼続を描いた大河ドラマ「天地人」の放送が開始される[注 13]。
  - 7月12日 ラジオ第1放送のローカル番組において、オープンしたばかりのHARD OFF ECOスタジアム新潟から、BCリーグ「新潟アルビレックスBC 対 信濃グランセローズ」後期2回戦を午後1時から試合終了まで、NHK長野ラジオ第1放送と2局ネットで実況生中継。
  - 7月27日 天気予報画面がハイビジョン対応となる。
  - 11月8日 デジタル総合テレビのJリーグ放送に於いて、新潟独自のマルチ編成放送を開始する。[注 14]
  - 11月21日 デジタル総合テレビのローカル独自番組 J1リーグ「アルビレックス新潟 対 柏レイソル」（於東北電力ビッグスワン）のゲームを、NHK新潟ローカル初のサラウンド・ステレオとして放送する。[注 15]
  - 12月 局舎屋上に太陽電池パネルを設置。翌月より稼動開始（出力:10kW）。[注 16]
- 2011年（平成23年）
  - 7月22日 大和エフエム中継局で受信用のアンテナのトラブルにより5時間にわたり放送が聞きづらくなる。（出典 新潟日報7月23日朝刊）
  - 7月24日 アナログ放送終了。同日の24時前に完全停波。
- 2019年（平成30年）4月1日　上越ケーブルビジョン（JCV）と業務提携。この提携によりJCV取材の話題がNHK経由で放送されるようになり、上越地域のNHK職員の常駐がなくなる。同時に地域定点カメラの映像提供も受けるようになり、NHKの定点情報カメラが上越地域から撤去された[35]。
- 2022年（令和4年）10月3日　NHKプラスで地域向けのテレビ番組の見逃し配信が開始[36]。
- 2023年（令和5年）4月1日　令和改革により、部制（放送部・営業推進部等）からセンター制に見直され、コンテンツセンター、経営管理企画センターへ再編された。

## 所在地など
- NHK新潟放送会館

新潟市中央区川岸町1-49
支局
- 長岡
- 上越
- 新発田
- 佐渡

## 情報カメラ
- 新潟市萬代橋
- 新潟市新潟西港 佐渡汽船ターミナル付近
- 新潟市新潟空港 SD
- 長岡市大手通り[注 17]
- 佐渡市両津港
- 弥彦村（テレビ・FM放送所）
- 村上市日本海沿い[注 18]
- 新潟市西蒲区夏井
- 糸魚川市糸魚川駅前
- 柏崎市[注 19]

## 親局チャンネル・周波数など

### 呼出符号（コールサイン）
- 総合系統：JOQK（-DTV、-FM）
- 教育系統：JOQB（-DTV）

※ ラジオ第2放送には、一時的にJOQCが割り当てられたことがあった。

### ラジオ周波数
- ラジオ第1 837kHz 10kW
- ラジオ第2 1593kHz 10kW
- FM 82.3MHz 1kW[注 20]

### テレビチャンネル
- 総合テレビ 15ch 3kW・リモコンキーIDは1（大半の都府県で共通）。
- Eテレ 13ch 3kW・リモコンキーIDは2（全国共通）。

以下はアナログ放送につき、2011年7月24日で運用を終了。
- アナログ総合テレビ 8ch 映像：5kW、音声：1.25kW
- アナログEテレ 12ch 映像：5kW、音声：1.25kW

### その他
- マスターはNEC製。送信機は東芝製。
- AM第1・第2放送の送信所は赤塚、FM・総合・Eテレの送信所は弥彦山。

## 中継局
（下越→中越→上越→佐渡市）→50音順に記述

### デジタルテレビ中継局
| 局名       | 総合ch   | Eテレch  | 局名       | 総合ch   | Eテレch  | 局名       | 総合ch   | Eテレch  |
| 下越地方   | 下越地方 | 下越地方 | 中越地方   | 中越地方 | 中越地方 | 上越地方   | 上越地方 | 上越地方 |
| 五泉市     | 五泉市   | 五泉市   | 魚沼市     | 魚沼市   | 魚沼市   | 糸魚川市   | 糸魚川市 | 糸魚川市 |
| ---------- | -------- | -------- | ---------- | -------- | -------- | ---------- | -------- | -------- |
| 村松       | 48       | 40       | 小出       | 22       | 20       | 糸魚川     | 16       | 14       |
| 胎内市     | 胎内市   | 胎内市   | 守門       | 16       | 14       | 糸魚川大野 | 16       | 14       |
| 越後黒川   | 16       | 14       | 湯之谷     | 22       | 20       | 糸魚川早川 | 28       | 22       |
| 村上市     | 村上市   | 村上市   | 小千谷市   | 小千谷市 | 小千谷市 | 青海       | 16       | 14       |
| 朝日塩野町 | 30       | 28       | 小千谷真人 | 33       | 32       | 上越市     | 上越市   | 上越市   |
| 勝木       | 16       | 14       | 柏崎市     | 柏崎市   | 柏崎市   | 柿崎       | 24       | 22       |
| 府屋       | 30       | 28       | 高柳       | 33       | 31       | 高田       | 16       | 14       |
| 村上       | 16       | 14       | 鯖石       | 16       | 14       | 安塚       | 24       | 22       |
| 新発田市   | 新発田市 | 新発田市 | 柏崎山口   | 22       | 20       | 牧         | 41       | 38       |
| 新発田赤谷 | 32       | 28       | 長岡市     | 長岡市   | 長岡市   | 中郷       | 41       | 36       |
| 宮古木     | 30       | 28       | 越後川口   | 15       | 13       | 妙高市     | 妙高市   | 妙高市   |
| 新潟市     | 新潟市   | 新潟市   | 栃尾       | 41       | 39       | 新井       | 43       | 42       |
| 新津       | 41       | 28       | 越路       | 33       | 32       | 妙高高原   | 43       | 42       |
| 町村部     | 町村部   | 町村部   | 南魚沼市   | 南魚沼市 | 南魚沼市 | 佐渡地方   | 佐渡地方 | 佐渡地方 |
| 鹿瀬日出谷 | 15       | 13       | 越後大和   | 16       | 14       | 佐渡市     | 佐渡市   | 佐渡市   |
| 関川       | 41       | 39       | 六日町     | 16       | 14       | 両津       | 25       | 14       |
| 津川       | 27       | 25       | 塩沢       | 33       | 49       | 相川       | 24       | 22       |
| 三川       | 27       | 25       | 十日町市   | 十日町市 | 十日町市 | 外海府     | 22       | 18       |
| 関川女川   | 27       | 22       | 松代       | 24       | 22       | 高千       | 15       | 13       |
|            |          |          | 越後湯沢   | 15       | 13       | 下相川     | 15       | 13       |
| 土樽       | 31       | 28       |            |          |          |            |          |          |
| 津南       | 16       | 14       |            |          |          |            |          |          |
| 津南中津   | 16       | 14       |            |          |          |            |          |          |
| 三条市     |          |          |            |          |          |            |          |          |
| 牛野尾谷   | 42       | 40       |            |          |          |            |          |          |
| 町村部     |          |          |            |          |          |            |          |          |
| 津南上郷   | 16       | 14       |            |          |          |            |          |          |
| 津南田中   | 15       | 13       |            |          |          |            |          |          |
| 津南中里   | 43       | 42       |            |          |          |            |          |          |

### アナログテレビ中継局（2011年7月24日運用終了）
“ch番号+V”は垂直偏波
| 局名       | 総合ch   | 教育ch   | 局名         | 総合ch   | 教育ch   | 局名       | 総合ch   | 教育ch   | 局名       | 総合ch   | 教育ch   |
| ---------- | -------- | -------- | ------------ | -------- | -------- | ---------- | -------- | -------- | ---------- | -------- | -------- |
| 新潟市     | 新潟市   | 新潟市   | 越後北条     | 33       | 37       | 小千谷市   | 小千谷市 | 小千谷市 | 安塚       | 48       | 46       |
| 新津       | 46V      | 50V      | 太田         | 47       | 49       | 小千谷真人 | 60V      | 62V      | 糸魚川市   | 糸魚川市 | 糸魚川市 |
| 新発田市   | 新発田市 | 新発田市 | 川口大島     | 59       | 57       | 南魚沼市   | 南魚沼市 | 南魚沼市 | 糸魚川     | 4        | 9        |
| 越後黒川   | 54       | 52       | 越路         | 53       | 51       | 越後大和   | 54       | 52       | 糸魚川小滝 | 47       | 49       |
| 新発田赤谷 | 48       | 46       | 栃尾         | 54       | 52       | 塩沢       | 54       | 52       | 糸魚川大野 | 53       | 51       |
| 新発田小戸 | 57       | 55       | 山古志       | 32       | 30       | 六日町     | 53       | 51       | 糸魚川根知 | 48       | 46       |
| 村上市     | 村上市   | 村上市   | 三条市       | 三条市   | 三条市   | 中越町村   | 中越町村 | 中越町村 | 糸魚川早川 | 48       | 46       |
| 朝日塩野町 | 47       | 49       | 牛野尾谷     | 53       | 51       | 越後湯沢   | 48       | 50       | 青海       | 47       | 49       |
| 勝木       | 53       | 51       | 柏崎市       | 柏崎市   | 柏崎市   | 土樽       | 58       | 60       | 西能生     | 48       | 46       |
| 府屋       | 47       | 49       | 柏崎鵜川     | 60       | 62       | 津南       | 59       | 61       | 能生       | 47       | 49       |
| 村上       | 46       | 50       | 柏崎山口     | 47       | 49       | 津南上郷   | 38       | 40       | 妙高市     | 妙高市   | 妙高市   |
| 五泉市     | 五泉市   | 五泉市   | 鯖石         | 53       | 51       | 津南田中   | 45       | 47       | 新井       | 53       | 51       |
| 村松       | 53       | 51       | 高柳         | 4        | 10       | 津南中里   | 38V      | 40V      | 杉野沢     | 46       | 48       |
| 下越町村   | 下越町村 | 下越町村 | 十日町市     | 十日町市 | 十日町市 | 津南中津   | 46       | 48       | 妙高高原   | 28       | 40       |
| 鹿瀬日出谷 | 48       | 46       | 松代         | 2        | 9        | 上越市     | 上越市   | 上越市   | 佐渡市     | 佐渡市   | 佐渡市   |
| 関川       | 53       | 51       | 松之山浦田   | 58       | 60       | 浦川原保倉 | 45       | 47       | 相川       | 4        | 9        |
| 関川女川   | 46       | 50       | 松之山湯之島 | 46       | 48       | 越後大島   | 53       | 51       | 下相川     | 33       | 49       |
| 津川       | 4        | 11       | 魚沼市       | 魚沼市   | 魚沼市   | 柿崎       | 60       | 62       | 外海府     | 47       | 49       |
| 津川東     | 57       | 55       | 小出         | 3        | 11       | 柿崎岩手   | 48       | 46       | 高千       | 54       | 52       |
| 三川       | 52       | 54       | 守門         | 4        | 10       | 高田       | 3        | 1        | 真野       | 48       | 46       |
| 長岡市     | 長岡市   | 長岡市   | 湯之谷       | 33       | 37       | 名立       | 53       | 51       | 両津       | 48       | 46       |
| 越後川口   | 48       | 46       |              |          |          | 牧         | 59V      | 57V      |            |          |          |

### ラジオ中継局
| 地域 | 局名     | ラジオ第1放送 | ラジオ第1放送 | ラジオ第2放送 | ラジオ第2放送 | FM放送  | FM放送 |
| 地域 | 局名     | 周波数        | 出力          | 周波数        | 出力          | 周波数  | 出力   |
| ---- | -------- | ------------- | ------------- | ------------- | ------------- | ------- | ------ |
| 上越 | 高田     | 792kHz        | 1kW           | 1,359kHz      | 100W          | 86.0MHz | 30W    |
| 上越 | 安塚     | --            | --            | --            | --            | 85.2MHz | 10W    |
| 上越 | 糸魚川   | 999kHz        | 100W          | 非置局        | 非置局        | 85.1MHz | 100W   |
| 上越 | 能生     | --            | --            | --            | --            | 85.5MHz | 10W    |
| 中越 | 小出     | 1,368kHz      | 100W          | 非置局        | 非置局        | --      | --     |
| 中越 | 大和     | --            | --            | --            | --            | 83.5MHz | 1kW    |
| 中越 | 六日町   | 1,323kHz      | 100W          | 非置局        | 非置局        | --      | --     |
| 中越 | 越後湯沢 | --            | --            | --            | --            | 85.3MHz | 1W     |
| 中越 | 柏崎     | 981kHz        | 100W          | 非置局        | 非置局        | --      | --     |
| 中越 | 十日町   | 1,341kHz      | 100W          | 非置局        | 非置局        | --      | --     |
| 中越 | 松代     | --            | --            | --            | --            | 84.4MHz | 10W    |
| 中越 | 津南     | 1,161kHz      | 100W          | 1,539kHz      | 100W          | 87.0MHz | 10W    |
| 下越 | 府屋     | --            | --            | --            | --            | 85.6MHz | 10W    |
| 下越 | 津川     | --            | --            | --            | --            | 85.1MHz | 10W    |
| 佐渡 | 高千     | --            | --            | --            | --            | 86.1MHz | 10W    |
| 佐渡 | 相川     | --            | --            | --            | --            | 87.5MHz | 1W     |
| 佐渡 | 両津     | --            | --            | --            | --            | 86.9MHz | 1W     |

## 主な新潟局制作番組

### 総合テレビ
- ニュース・気象情報（新潟）
  - 平日：6:55 - 7:00・7:55 - 8:00・11:57 - 12:00（気象情報のみ）・12:15 - 12:20
  - 土日祝日・年末年始：12:10 - 12:15・18:45 - 18:59（年末年始は18:50 - 19:00）[注 21]
- ひるまえ伝言板（金曜日 11:50 - 11:54）
- 新潟ニュース610（平日18:10 - 18:59。ただし、祝日・年末年始は放送休止）
- 金よう夜きらっと新潟（金曜日19:30 - 19:55。 再放送 日曜日13:05-13:30）
- 新潟ニュース845（平日20:45 - 21:00。ただし、祝日・年末年始は放送休止となり、20:55 - 21:00に東京のNHK本部・放送センターから関東・甲信越地方の「ニュース・気象情報」5分間放送する）

### ラジオ第1
- にいがたゆうどきラジオ（毎月最終金曜 16:55 - 17:58）

例外
新潟県は本来は首都圏局管轄のため、ブロックネット番組は「関東・甲信越」として扱われるが、衆議院議員総選挙の比例代表の選挙の政見放送・開票速報、高校野球の春秋ブロック大会などは、北陸地方（狭義）と合わせた北信越地方とみなされるため、一部NHK金沢放送局発扱いの番組がある。

## 過去の制作番組

### 総合テレビ
- フレッシュロータリー新潟（1980年4月4日 - 1983年4月2日、水 - 金 7:30 - 7:50）
- NHKニュースワイド新潟（1983年4月4日 - 1988年4月1日、水 - 金 7:30 - 7:50）
- モーニングワイドにいがた（1988年4月4日 - 1993年4月2日、平日 7:30 - 7:50→7:40 - 8:00）
- くらしのガイド新潟（- 2010年3月、平日 11:45 - 11:54）
- お昼はじょんのびくらし情報便（2010年4月 - 2018年3月、平日 11:40 - 11:59）
- 街かどスタジオ ゆうどき新潟
- あなたもWelcome!ゆうどき新潟（2001年4月 - 2006年3月10日、平日 17:10 - 17:56）
- ゆうどきネットワーク新潟（2006年4月3日 - 2007年3月9日、平日 17:30 - 18:00）
- にいがた640（1976年4月5日 - 1982年4月2日）
- にいがた630（平日 18:30 - 19:00）
- ニュースセンター630にいがた（-1988年4月1日、平日 18:30 - 19:00）
- イブニングネットワークにいがた（1988年4月4日 - 1995年3月31日）
- にいがたニュース街道（1995年4月3日 - 1997年3月31日、平日 18:30 - 18:53→18:30 - 18:58）
- 新潟発610（1997年4月3日 - 1998年3月29日、平日 18:10 - 19:00）
- 新潟発ふれっしゅ便（1998年4月1日 - 2006年3月31日、平日18:10 - 19:00）
- 新潟ニュースファイル（2006年4月3日 - 2008年3月28日、平日 18:10 - 19:00）

### ラジオ第1
- にいがたラジオセンター

### FM
- QKリクエストアワー

## アナウンサー・キャスター
- 氏名の後の*は、過去に新潟局勤務経験があるアナウンサー。

| 氏名           | 前任地                  | 担当番組                                                  | 備考                       |
| アナウンサー   | アナウンサー            | アナウンサー                                              | アナウンサー               |
| -------------- | ----------------------- | --------------------------------------------------------- | -------------------------- |
| 佐藤俊吉*      | 東京アナウンス室        | アナウンスグループ統括 新潟県のニュース                   |                            |
| 木花牧雄       | 長崎                    | 新潟ニュース610 （メインキャスター） 金よう夜きらっと新潟 | 長岡市出身                 |
| 山下佳織       | 札幌                    | 新潟ニュース610 （キャスター・隔週）                      |                            |
| 山崎智彦*      | 大阪                    | にいがたゆうどきラジオ 新潟県のニュース                   | 地域職員 南魚沼市出身      |
| 山田貴幸*      | 日本語センター          | 新潟県のニュース                                          | 新潟市出身                 |
| 森田哲意       | 福岡                    | 新潟県のニュース 各種スポーツ中継                         |                            |
| 契約キャスター |                         |                                                           |                            |
| 石井由貴       |                         | 新潟ニュース610 （キャスター・隔週）                      |                            |
| 矢田美沙希     | 大津 （契約キャスター） | 新潟ニュース610 （キャスター・隔週）                      | 村上市出身                 |
| 石井千春       |                         | 新潟ニュース610 （リポーター）                            |                            |
| 二瓶那菜       |                         | 新潟ニュース610 （リポーター）                            |                            |
| 藍川眞帆       |                         | 新潟ニュース610 （スポーツ担当）                          |                            |
| 気象予報士     |                         |                                                           |                            |
| 加藤直樹       | 秋田 （気象キャスター） | 新潟ニュース610                                           | オフィス気象キャスター所属 |

### 元アナウンサー
- 林妙（1997年・1998年）

## 平成16年新潟県中越地震発生後の主な対応

### 全国放送
- 2004年10月23日に発生した新潟県中越地震の直後から、NHKでは全波共通（八波全中とも言う）で震災関連情報のニュースを行い、その後同日19時20分頃から25日午前1時までの29時間40分を含み（一部の地域を除く）、26日まで安否確認情報の番組を教育テレビ、FM放送で提供した。
- それ以後も、特に「NHKニュース7」、「NHKニュース10」を10月25日放送分から11月5日放送分までの間、放送時間を拡大（ニュース7は20時まで、ニュース10は23時15分まで）したほか、深夜の「ミッドナイトチャンネル」も休止して、毎正時（00分）から5 - 10分程度のニュース枠を設けた。この間、フィラー映像では長岡市大手通にあるNHKの定点カメラからの映像を放映した。地震発生時にも、このカメラで長岡市中心部が大きく揺れる（震度6弱）映像を全国放送した。
- その後、小千谷市に設置した定点カメラの映像となる。11月8日からは、ほぼ通常と同じ番組編成としたが、11月13日までの映像散歩の時間（3時前 - 4:30。週末は5時まで）はフィラーを継続した。またラジオ第1放送でも、平日の1日3回（9:45頃、14:45頃、21:20頃＝1回10分→11月8日から5分に短縮）、震災関連情報を提供した（11月30日で終了）。
- 11月6日 19時30分 - 7日20時（一部中断時間あり）には、総合テレビ、ラジオ第1放送、BS2での同時生放送で「被災者の声・いま私たちにできること」と題し、震災及び台風災害の被災地への義援金を募集しつつ、災害対策について真剣に考える特別番組を24時間半連続放送を開催した。NHKが長時間チャリティー番組を実施することは今回が初めてであった。

### 県内放送

#### テレビ
- 月曜日 - 金曜日の17 - 18時台に放送しているローカルワイド番組のうち、17時台の公開参加型番組あなたもWelcome!ゆうどき新潟を11月26日までの間休止し、18時台に放送している報道ワイド新潟発ふれっしゅ便を17時台からに拡大・延長し、震災関連の情報（ライフライン、避難所、仮設住宅、救援物資の受付、その他各地からの被災状況報告）を中心として編成した（大相撲がスタートした11月15日以後は通常同様に18時台のみ）。また11月29日から再開された「-ゆうどき新潟」も、当面は震災関連ニュース・情報を中心に放送された。

- 上記に加えて土曜18時台の「週刊こどもニュース」、日曜18時台の「NHK海外ネットワーク」も休止し、新潟発ふれっしゅ便を編成した。

#### ラジオ
- ラジオ第1放送では、新潟県中越地震の被災地に関する生活情報を、新潟県のローカル番組で、概ね2時間おきに放送していた（平日：8:35頃 - 9:00、10:05頃 - 11:00、13:05頃 - 14:00、15:10頃 - 16:00、17:05頃 - 18:00、20:05頃 - 21:00、23:15頃 - 0:00の1日7回。土曜・休日は23時台の放送なし）。このため全国放送の番組が、一部時間帯において休止となっている。
- また、10月30日午後2時から11月6日午前5時までの間、新潟放送局ではラジオ放送3波のうち、ラジオ第1放送とFM放送を同内容で放送する措置を執った（FM放送の定時番組は、以前から同時放送されるニュース、ラジオ深夜便を除き全面休止）。これは、被災地周辺ではAM放送の難聴取地域があること、夜間など特に外国局との混信が考えられることなどから、2波を使用することによって、より確実に震災関連情報を提供することを目的として実施されたものである（FM放送ではAM放送の番組が高音質で聴取することができた）。
- その他、川口町全域と、小千谷市、川西町の一部地域では、周波数85.6MHz（出力10W。送信地は小千谷市真人のテレビ中継局と同じ）のラジオ第1放送の臨時中継所を開設していた。この中継所では11月6日のラジオ第1・FMの2波同時放送終了以降も、引き続きラジオ第1の内容が放送されていた。また、この中継所は、津南ラジオ中継局設備が被災して、一部地域への電波の送信ができなくなったこともあり、この役割も同時に果たしていた。しかしその後、津南ラジオ中継局も復旧し、地震発生から2年が経過して市民生活の復旧状況もある程度進んだことも考慮され、免許有効期間満了の2006年10月31日をもってこの臨時中継所は閉鎖された。

#### イベントの中止
- 11月6、7日の両日開催予定だった放送局の施設見学会「NHKにいがたふれあいスタジオ」も、震災復旧作業との同時進行による混乱防止と震災報道体制の関係で開催中止となった。
- また11月12日に栃尾市で開く予定だった「上方演芸会」の収録も被災状況を考慮して開催中止となった（中止となったこの公演は翌年秋に、同じ栃尾市で開催された）。

### その他
- 11月1日から市町村合併により、魚沼市（北魚沼郡のうち堀之内町、小出町、守門村、広神村、入広瀬村、湯之谷村の6町村が合併）と南魚沼市（南魚沼郡のうち六日町、大和町の2町）がそれぞれ発足したが、新しい市名のみで情報を提供すると視聴者の混乱を招くこと（実際、魚沼市では職員の人事異動を当面延期して旧町村単位で被災地の情報収集に当たる事例あり）を考慮して、当分の間、震度情報や関連ニュースでは、原則として新市と旧町村を併用して報じていた。なお、その後、この手法は県内の他の市町村のニュースを報じる際にも踏襲された。

（例）「魚沼市の旧堀之内町」「長岡市の旧山古志村」「新潟市小戸下組、旧新津市（気象観測地点）」 → 合併・政令市移行から数か月を目途に順次「魚沼市の堀之内地区」「長岡市の山古志地域」「新潟市秋葉区」に修正（但し旧市町村名を併記する場合あり）
- 2022年4月より県内の天気予報の地名順が変更された。また「魚沼市西名」が同一県内でも地元以外はわかりにくかったために旧市町村名の「守門」（すもん）に変更された。

その一方で広域な面積になっている長岡市は統一されることなく合併前の「長岡市」と旧「川口」町など同じ区分の画面に収まっているが旧「寺泊」町は柏崎と同じ画面に収まっている。

## 平成19年新潟県中越沖地震発生後の対応など
- 2007年7月16日に発生した平成19年新潟県中越沖地震の直後から、NHKでは国際放送NHKワールドを含めた全波共通で通常放送を中断し、震災関連情報のニュースを行った。なお国際放送は、国内での通常放送中断から数秒遅れて、国内同時放送で災害報道に切り替わった。津波注意報が発表されたため、テレビの放送では津波注意報の地図テロップが出された（NHKワールドでは表示なし）。災害報道の関係で、正午前に放送する気象情報も放送中止となったが、その代わりとして、アナログ放送の総合テレビで天気ループの表示を行った。
- 発生翌日の2007年7月17日からは、デジタル総合テレビのデータ放送では、災害関連の情報を放送した。